# George Eyser
George Eyser (Quiel, 31 de agosto de 1871 – Denver, 6 de março de 1919) foi um ginasta alemão que competiu em provas de ginástica artística pelos Estados Unidos.
Nascido na Alemanha, imigrou para os Estados Unidos ainda adolescente, recebeu a cidadania em 1894 e morou nas cidade de Denver e Colorado antes de se radicar em St. Louis. Lá, começou a trabalhar para uma empresa de construção e ingressou no ginásio norte-americano Concordia Turnverein para disputar os Jogos de St Louis. Contudo, subiu ao pódio apenas individualmente. No salto sobre o cavalo, empatado com Anton Heida, barras paralelas e escalada sobre cordas, saiu-se vencedor; já nos exercícios combinados 4 e no cavalo com alças, foi o vice-campeão; por fim, na barra fixa, conquistou a medalha de bronze.
É, juntamente com o húngaro Olivér Halassy, as únicas pessoas no mundo a subir ao pódio olímpico mesmo tendo um membro amputado, mas Eyser é o único campeão olímpico. Ele perdeu a perna esquerda ao ser atropelado por um trem no final do século XIX.